# Aloe brunneostriata
Aloe brunneostriata är en grästrädsväxtart som beskrevs av John Jacob Lavranos och Susan Carter. Aloe brunneostriata ingår i släktet Aloe och familjen grästrädsväxter. Inga underarter finns listade i Catalogue of Life.